# Nadejda Volkova
Pour les articles homonymes, voir Volkov.
Nadejda Volkova (russe : Надежда Волкова ; 20 juin 1920 – 26 novembre 1942) était agent de liaison d'un Komsomol clandestin au cours de la Seconde Guerre mondiale. Elle a été, à titre posthume, déclarée Héroïne de l'Union soviétique le 8 mai 1965, plus de vingt ans après sa mort.

## Enfance
Volkova est née le 24 juin 1920 à Kharkiv dans une famille de col-blanc ; son père est russe et sa mère juive. En 1936, sa famille déménage à Konotop dans l'oblast de Soumy, où elle est diplômée de l'école secondaire. Après l'invasion de l'Union soviétique en 1941, Nadejda est évacuée dans le village d'Insary dans la République socialiste soviétique autonome de Mordovie. Là, elle s'inscrit en soins infirmiers et commence à travailler dans un hôpital situé à proximité jusqu'en mars 1942,.

## Activités partisanes
Volkova quitte son emploi à l'hôpital en mars pour assister à une formation à l’École Centrale des Organisations de Partisans à Moscou. Après avoir obtenu son diplôme de l'école à l'automne, elle est affectée au détachement de la forêt de Voltchansk, basé dans l'Oblast de Kharkiv en Ukraine. Elle est nommée agent de liaison pour Aleksandr Chtcherbak, le secrétaire du détachement et du comité régional du Komsomol. Lorsque le groupe est parachuté dans la forêt de Starosaltovski, Chtcherbak atterri dans un arbre et se cassé les jambes en sautant. Il reçoit des béquilles, mais luttera pour marcher normalement le reste de sa vie. Une unité de la Gestapo a son siège dans le quartier, qui rend la réalisation d'opérations très difficile pour les partisans. En tant qu'agent de liaison, Volkova est chargée d'aller en reconnaissance recueillir des informations sur les activités de l'ennemi et de transférer ces informations aux différentes unités de partisans. Elle est également efficace dans le recrutement de nouveaux membres, diffusant des tracts dans plusieurs villages et parlant aux jeunes intéressés. Alors les membres du comité du Komsomol sont destinés principalement au développement d'une résistance et d'organiser des détachements de partisans, ils participent aussi aux sabotages et à l'espionnage avec le reste des partisans ; Volkova elle-même participe à de nombreuses missions conjointes.
Quand les autorités allemandes apprennent de l'emplacement de l'organisation clandestine, ils encerclent le lieu où se trouve alors dix-sept membres de l'unité. Volkova refuse de quitter Chtcherbak, et comme il ne peut pas courir avec des béquilles, ils se cachent dans une pirogue alors que Volkova tire sur l'ennemi avec un fusil mitrailleur, pour gagner du temps et offrir aux autres la possibilité de s'échapper. À court de munitions, elle a retourne l'arme contre elle-même pour éviter la capture ; Chtcherbak est également tué dans la bataille et ils sont tous les deux enterrés dans un fosse commune de Vovtchansk. Le 8 mai 1965, elle et Chtcherbak sont déclarés Héros de l'Union soviétique par le Soviet Suprême,,.

## Distinctions
- Héros de l'Union soviétique
- Ordre de Lénine

## Hommages
- Une plaque commémorative est apposée sur son ancienne école secondaire à Konotop[6].